# 芬斯特羅特湖

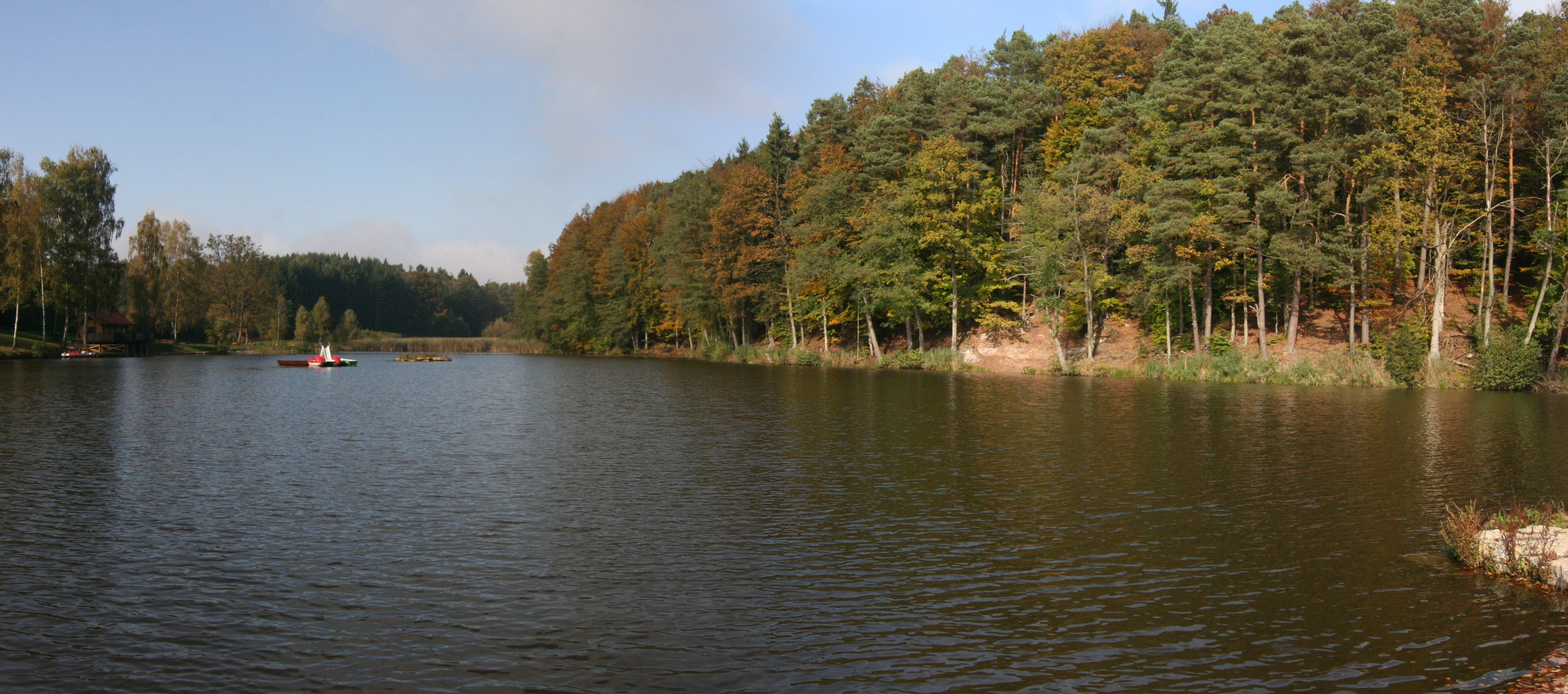

49°5′27″N 9°29′55″E / 49.09083°N 9.49861°E
芬斯特羅特湖（德語：Finsterroter See），是德國的水庫，位於該國西南部，由巴登-符騰堡州負責管轄，處於維斯滕羅特，長0.2公里、寬0.1公里，面積0.02平方公里，海拔高度460米。